# Sphyrastylis
Sphyrastylis là một chi thực vật có hoa trong họ, Orchidaceae.